# Taxobeni
Taxobeni è un comune della Moldavia situato nel distretto di Fălești di 1.687 abitanti al censimento del 2004

## Località
Il comune è formato dall'insieme delle seguenti località (popolazione 2004):
- Taxobeni (1.349 abitanti)
- Hrubna Nouă (302 abitanti)
- Vrănești (36 abitanti)